# Leo Jun Ikenaga
Leo Jun Ikenaga (jap. レオ池長潤 Reo Ikenaga Jun; ur. 11 marca 1937 w Kobe) – japoński duchowny rzymskokatolicki, jezuita, od 1997 do 2014 arcybiskup metropolita Osaki. 

## Życiorys
Święcenia kapłańskie przyjął 20 marca 1968 w zakonie jezuitów. 2 listopada 1995 papież Jan Paweł II powołał go na urząd arcybiskupa koadiutora Osaki. Sakry udzielił mu 20 marca 1996 abp Paul Hisao Yasuda, u boku którego miał posługiwać. 10 maja 1997 miała miejsce jego sukcesja na urząd arcybiskupa metropolity, zaś jego ingres odbył się 22 czerwca 1997. 20 sierpnia 2014 przeszedł na emeryturę.
W latach 2010–2013 był przewodniczącym Konferencji Episkopatu Japonii.